# ダイク (スラング)

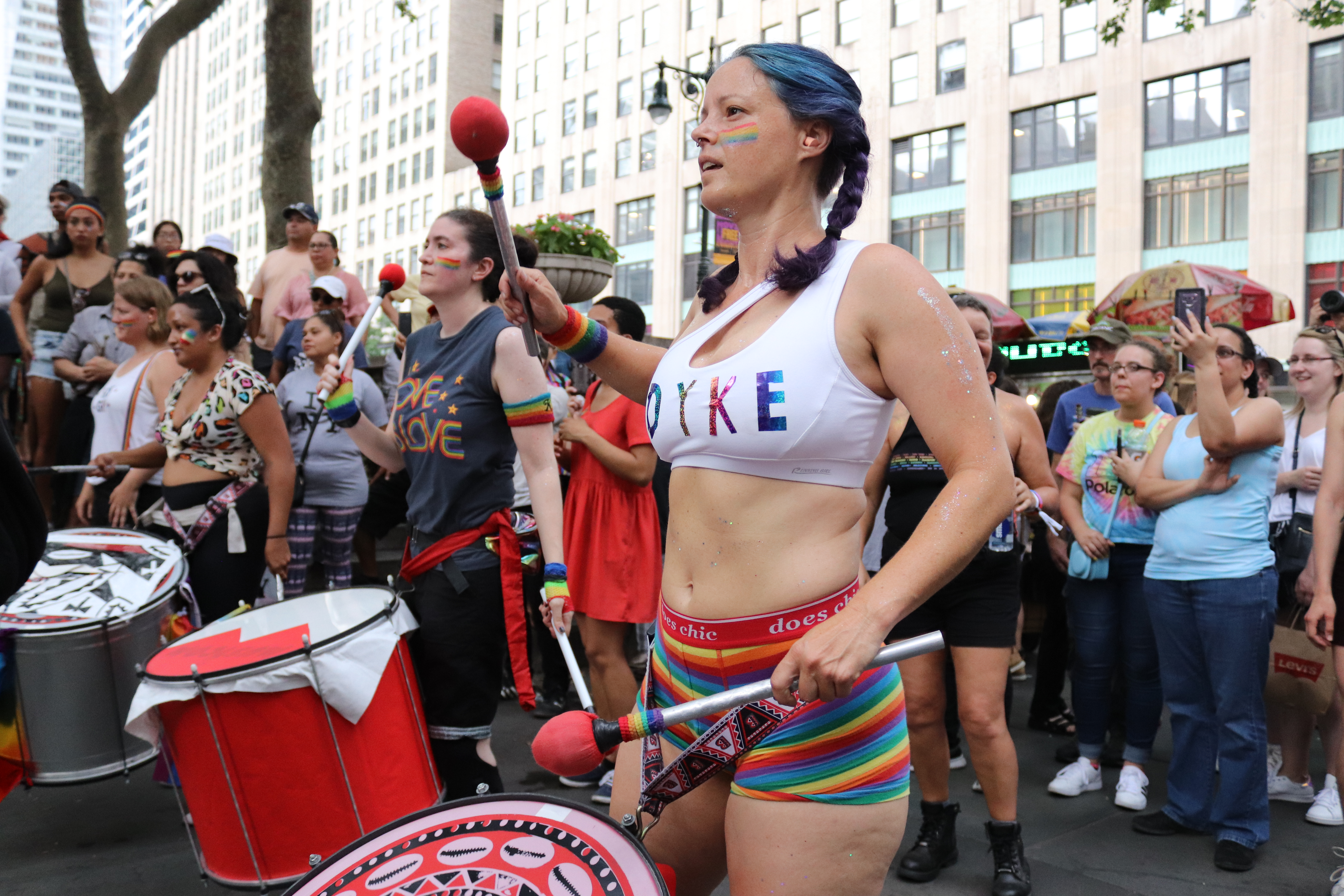
ダイク・マーチに先駆けて行われた集会（2019年）　ニューヨーク

ダイク（英: dyke）とは、スラングであり、レズビアンを指す名詞、またはレズビアンと関連付けられた物事を指す形容詞である。この言葉は本来、男性的・ブッチ・両性具有的な女子または女性に対する、同性愛嫌悪の蔑称として使われていた。侮辱的な使われ方はいまだに行われているが、「ダイク」の語は多くのレズビアンによって積極性・不屈を意味するものとして読みかえられてきた（「ダイク・オン・バイクス・モーターサイクルクラブ」など）。

## 語源と歴史的用法
ダイク（dyke）という言葉の起源は明らかでなく、多くの説が提示されてきた。大多数の語源学者によれば、ダイクは、同じような意味を持つ語、ブルダイク（bulldyke）から流用されたものである。この言葉の初出は、1921年8月の"Medical Review of Reviews"の記事、"The 'Fairy' and the Lady Lover"である。この記事で、ニューヨークの刑務所の医師であったペリー・M・リヒテンシュタインは、彼が診察した女性受刑者について次のように報告している。
「彼女は、本人が言うところの「bull diking」行為にふけっていたと述べた。彼女は更生施設の一つに収監されており、そこである若い女性が彼女に恋をした」。
ブルダイカー（bulldyker）やブルダイキング（bulldyking）という表現は、後年、エリック・D・ウォールランドの"Tropic Death"（1926年）や、カール・ヴァン・ヴェクテンの『ニガー・ヘブン』（1926年）、クロード・マッケイの『ハーレムへの帰還』などの1920年代のハーレム・ルネサンス小説にも見られる。『オックスフォード英語辞典』によれば、「bull diker」という用語の最初の出典は、BerreyとVan den Barkによる1942年の『American Thesaurus of Slang』である。2人は「lesbian」の類義語として「bulldiker」を挙げている。
ブルダイク（bulldyke）の語源もまた、明らかでない。おそらく19世紀後半に見られた、vulva（外陰部）を指す、dike（"ditch"、溝）のくだけた用法に関係するようである。bull（雄牛）という言葉が「男性的」・「攻撃的」（bullishなど）という意味で使われていたことから、ブルダイクは（同様に冒涜的なニュアンスを含んだ）「雄らしいまんこ」を意味していたのだろう。また、ブルダイクはモルフォダイト（morphodite、ハーマフロダイトの異形）からの派生とする説、種牛を指す言葉であって、もともとは性的に盛んな男性に援用されていたとする説、また、反乱者として知られるケルトの女王ブーディカが方言によって転訛したとする説がある。
19世紀半ばから20世紀初頭、ダイクはアメリカにおいて、めかしこんだ男を意味するスラングであった。「diked out」や「out on a dike」という表現は、若い男性が一張羅で街に繰り出す準備ができている様子を指していた。この語の語源もはっきりしていないが、「deck（装飾する）」や「decked out（着飾った）」のバージニアにおける言い回しに由来する可能性がある。
1950年代には、ダイクはレズビアンに対する蔑称として異性愛者に使われたが、同時に社会階層が高いレズビアンの側から粗野で下品なレズビアンを指して使われることもあった。
ジュリア・スタンレーは1970年の研究で、「dyke」という語の定義がさまざまに分かれている原因は、性別によって分かれる下位方言に由来しているとする仮説を提示した。アメリカにおける同性愛文化は、「独自の言語を持つサブカルチャー」であった。それゆえに、サブカルチャー内部で特有の語彙が発展してきた。かつては、ゲイ男性の間で使われる「dyke」は侮蔑のニュアンスを持たず、単にレズビアンを意味する語として用いられていた。同様に、「ブルダイク（bull dyke）」も、特に追加の意味を持たない単なるレズビアンの呼称として使われていた。しかし、レズビアン・コミュニティの内部では、「dyke」は非常に男性的で、ひと目でレズビアンとわかるような人物を指す語であり、周囲への配慮を欠いた行動をとる傾向がある人物を指すものとされていた。「bull dyke」はこの定義をさらに拡張したもので、「粗暴で攻撃的、そして過剰に自己主張をおこなう、男性嫌悪の激しい人」を意味するようになった。
1995年、スーザン・クランツはbulldykeの語源について論じた。クランツは、中英語において「bull」は「虚偽・偽り（falsehood）」を意味し、「dyke」は「dick（男性器）」に由来するという説（Farmer and Henley, 1891）を紹介している。このことから、「bulldyke」という語は、「bulldicker（ブルディッカー）」＝「偽のペニス」を意味し、すなわち「偽の男」というニュアンスで、男性的なレズビアンを指す語として形成された可能性があるとされる。さらに、同義語とされる「bulldagger（ブルダガー）」にも言及がある。ここでは、「dagger（ダガー）」が男性器を暗示し、「bull」は「男」ではなく「偽り」を意味するという解釈がなされている。

## 受容の広まり

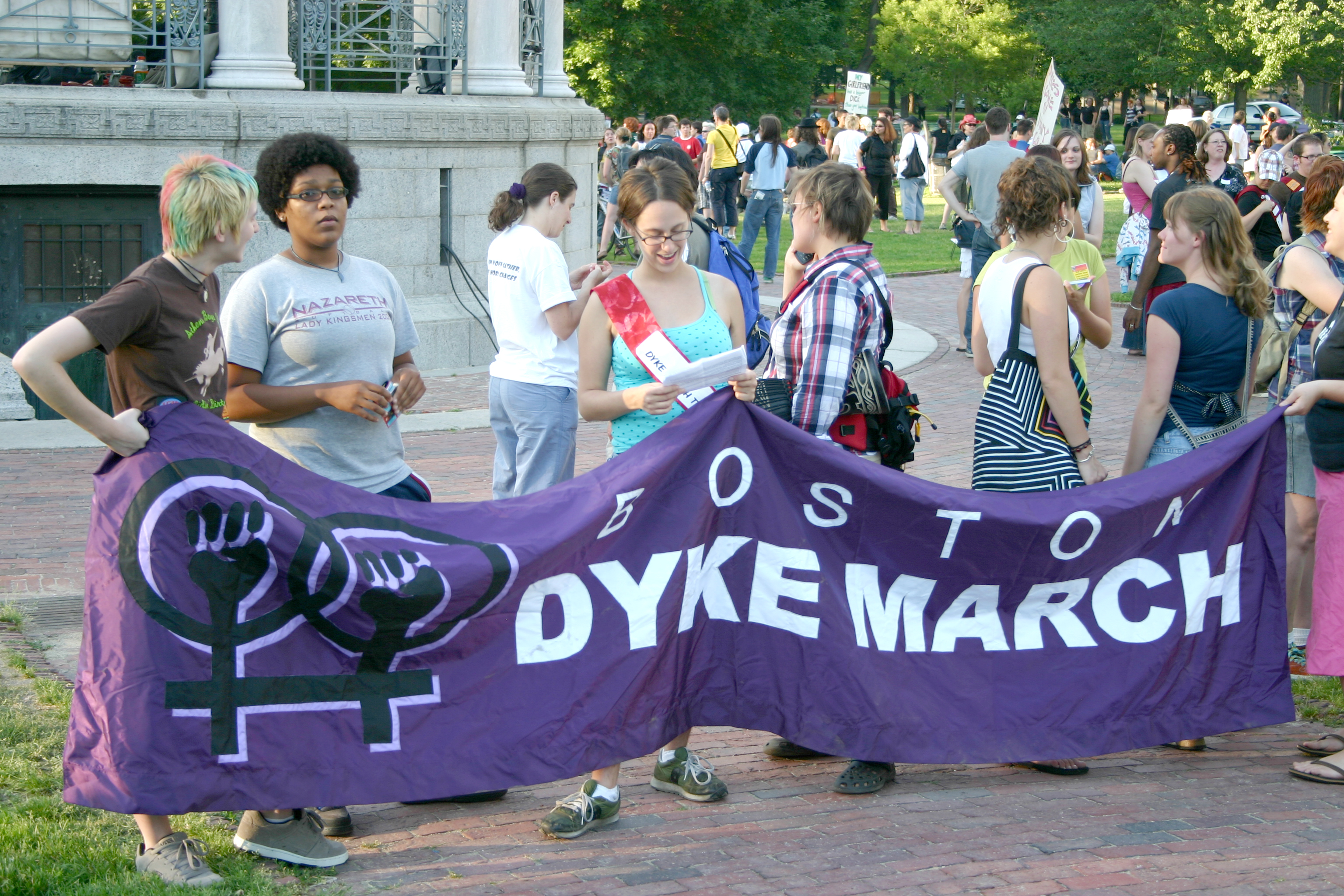
ボストン・ダイク・マーチ（2008年）　アメリカ合衆国、マサチューセッツ州

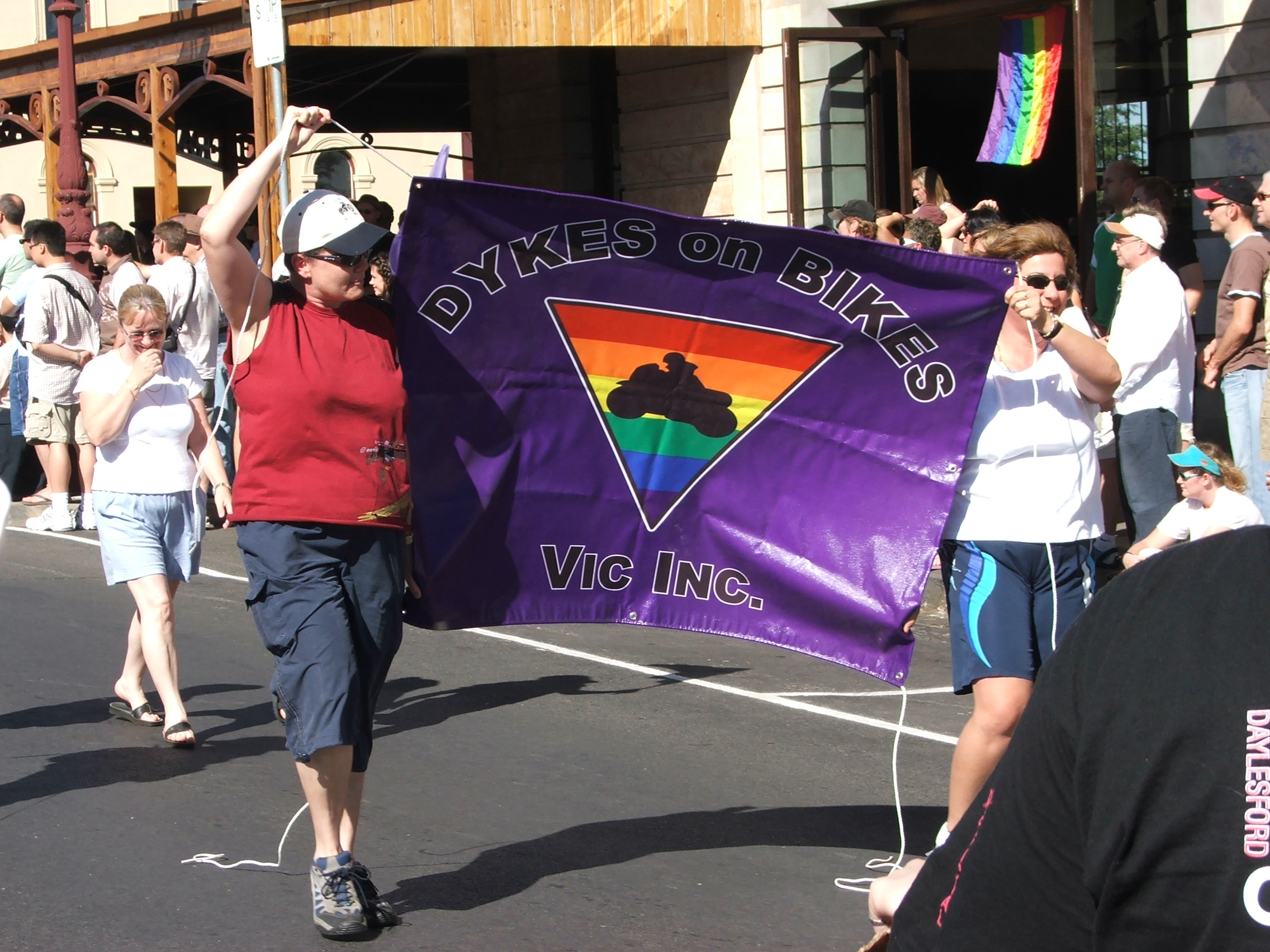
ダイクス・オン・バイクスの横断幕（2006年）　オーストラリア、ミッドサマー・フェスティバルにて

1969年、ゲイ・コミュニティに属する人々は、公民権をもとめて街頭での行進をはじめた。ダイクやファゴット（英: faggot）といった言葉は、ゲイ・コミュニティの権利のために働く政治活動家を指して用いられた。この時期において、ダイクは、革命に参加する女性、なかでも最も急進的な立場の者を指した。レズビアン・コミュニティ内におけるフェミニズムへの関心の高まりは、「分離主義ダイク」、すなわち、レズビアンの女性の思想や（社会的・政治的）運動、そして彼女たち自身を男性から切り離すべきであるという主張に重点を置く思想をもたらした。
1971年、ジュディ・グラーンによる詩、「The Psychoanalysis of Edward the Dyke」がウィメンズ・プレス・コレクティヴから出版された。ここにみられるダイクの用法は、レズビアン・コミュニティを活気づけた。なぜなら、それまで「ダイク」は非難するための言葉としてだけ使われてきたためである。この言葉が一般に知られるようになったことで、レズビアン・コミュニティは1970年代にダイクという言葉を取り戻した。
「ダイク」の意味合いは、時代が下るにつれ肯定的なものに変わっていった。レズビアン・コミュニティに属する人々の多くは、タフに振る舞う女性を肯定的な意味合いで区別するため、また単純に、全てのレズビアンを指すために、「ブルダイク」から「ブル」を除いて使うようになった。この略語には、過去に「ブルダイク」という言葉が持っていたネガティブな意味合いがない。人文学者のポーラ・ブランクは、2011年に著したレズビアンの語源に関する論文において、「レズビアン」や他の類似する言葉をレズビアン自らのものとして受け入れることを求めた。
20世紀後半から21世紀初頭、数多くのレズビアンが「ダイク」の語をプライドとエンパワーメントの言葉であると主張した。『Dykes to Watch Out For』（1983年から2008年にかけ制作）や『ファン・ホーム ある家族の悲喜劇』などのコミックの作者として知られるアリソン・ベクデルは、「ダイク」の語を使うことは「言語的積極行動」であると述べている。レズビアン・コミュニティでの生活を描いた『Dykes to Watch Out For』は、ポップ・カルチャーにおけるレズビアンのリプレゼンテーションとしては最初期のもののひとつである。また、本作はリタ・メイ・ブラウンの小説『ルビーフルーツ・ジャングル』（1973年）や、リサ・アルサーの『キンフリックス』（1976年）が過去世代のレズビアンにとって画期的な存在であったのと同様に、新世代のレズビアンにとって重要な作品であると評価されている。
「ダイク（dyke）」という語は、レザー・コミュニティにおいても重要な意味を持っている。このコミュニティでは、ゲイ男性の「レザーマン（leatherman）」に対応する語として「レザーダイク（leatherdyke）」という呼称が使われている。たとえば、1995年のドキュメンタリー映画『BloodSisters』はレザーダイク・コミュニティを扱った作品であるが、出演するインタビュー参加者の一人は作中で次のように語っている。
私は『レズビアン』とは呼ばれたくない。私はレズビアンではない……私はダイクだ。私にとって、それは本当に力のある言葉。誇りであり、強さであり、そして、私にとっては歴史がある。
このように、「dyke」はレザー・コミュニティとの関わりを通じて、アイデンティティの主張や文化的立場を示す言葉としても用いられており、フェミニスト・セックス戦争における立ち位置を示すために、あえて「レズビアン」ではなく「ダイク」という語を選ぶ人もいる。
ルーシー・ジョーンズ（Lucy Jones）は、2011年の論文『The Only Dykey One』の中で、レズビアン・カルチャーの考察はレズビアン・アイデンティティの構築を理解する上で核心的だと主張している。この問題が注目を集めたのは、米国特許商標庁が、レズビアンのバイクグループ「Dykes on Bikes（ダイクス・オン・バイクス）」に対して、名称がレズビアンにとって不快・侮辱的・誹謗であるという理由で商標登録を却下したときである。しかし、同グループの弁護士たちが控訴し、「dyke」というスラングがかつてのように侮蔑的ではなくなっていることを示す数百ページにわたる証拠を提出したことで、特許庁は判断を覆し、名称の登録を認めた。2005年12月8日、Dykes on Bikes は商標訴訟に勝利し、以降、サンフランシスコからシドニーに至るまで世界各地のプライド・パレードで先頭を飾る団体として国際的な認知を得ている。

### フェイスブックにおける騒動
2017年6月、Facebookは「ダイク」の語を「悪意のあるコンテンツ」として検閲していた。Facebookによるこの判断に対して、レズビアンの声の可視化を目的とする団体「Listening 2 Lesbians」によってChange.org上で抗議の署名活動が開始され、7247筆の賛同を集めた。

## ダイク・マーチ

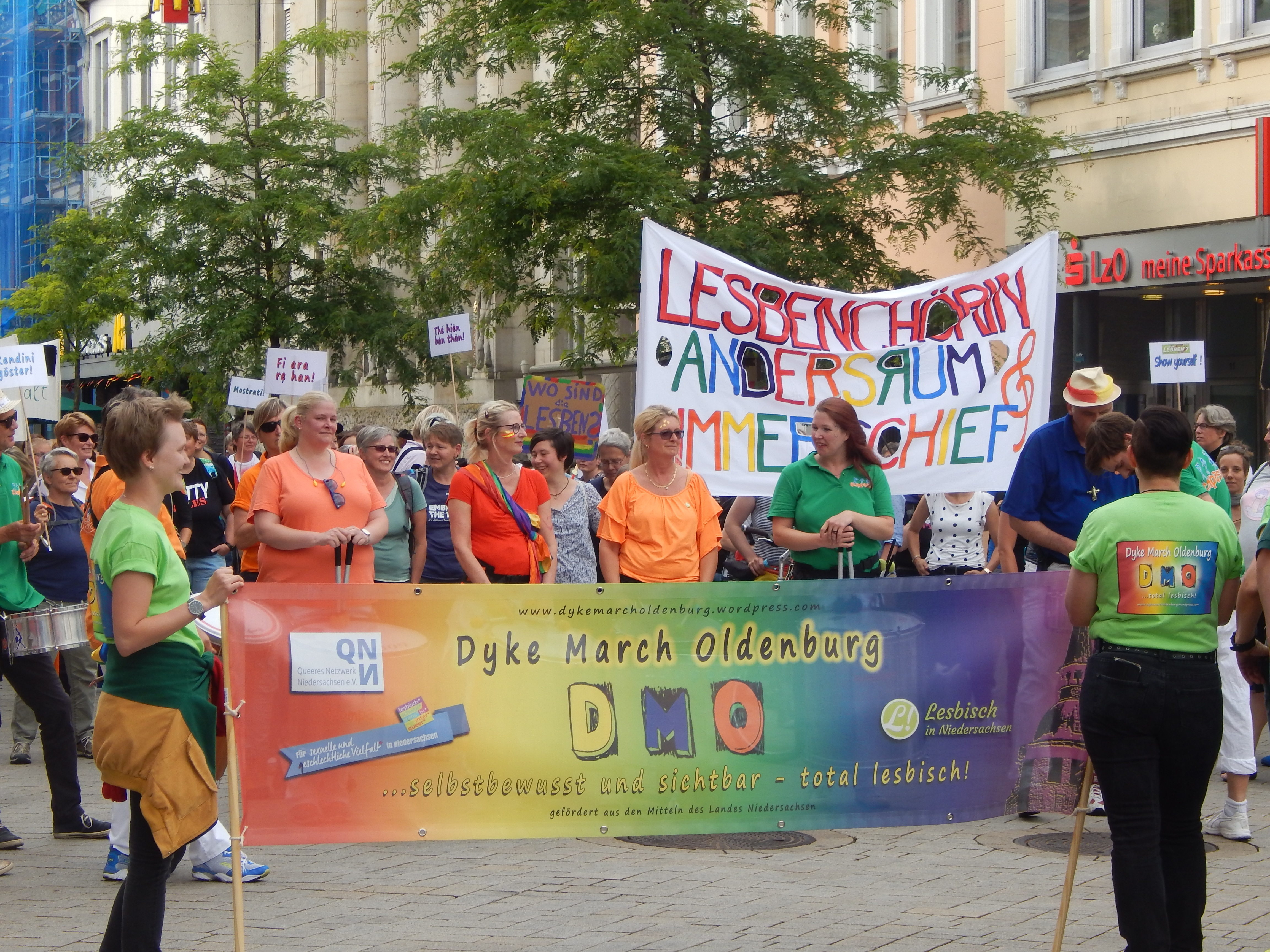
ダイク・マーチ（2018年）　ドイツ、オルデンブルク

ダイク・マーチは、アメリカ合衆国とカナダにおいて全国規模で人気のゲイ・プライドイベントになっている。これらのイベントは一般として非営利的であり、企業主催のプライドイベントとは際立った対照をなしている。また、バイセクシャルやトランス女性が参加するイベントもある。例えば、ボストン・ダイク・マーチの綱領は、「[我々の優先事項は]すべてのセクシュアリティ、ジェンダー、人種、年齢、民族性、背格好、経済的背景、身体能力の参加者に、ダイナミックで友好的な空間を提供することである」と謳っている。マーチは、ヨーロッパのいくつかの都市でも行われている。イギリスでは、2012年にロンドンで初めてダイク・マーチが開催された。ドイツでは、2013年に毎年恒例ダイク・マーチ・ベルリンが創設された。メキシコでは、2003年3月にマルチャ・レスビカ（西: Marcha Lésbica、レズビアン・マーチ）がはじめられ、メキシコシティで年2回開催されている。

## ダイク・バー
ダイク・バーは、レズビアンが通うバーやクラブのことであり、LGBTQコミュニティにおけるスラングとしても知られている。アメリカ合衆国における公式なダイク・バー、つまりレズビアン・バーの数は、過去40年間で大幅に減り続けてきた。1980年代には同国内に約202軒あったが、2021年には16軒程度になったと考えられている。新型コロナウイルス感染症のパンデミックはこの減少に拍車をかけた。営業不振によりテナント代の支払いが困難になったことで、多くのバーが閉店に追い込まれ、レズビアンの居場所はさらに数を減らすこととなった。「レズビアン・バー・プロジェクト(Lesbian Bar Project）」は、2020年に映画製作者のエリカ・ローズ（Erica Rose）とエリナ・ストリート（Elina Street）が始めた、未だに残るレズビアン・バーの記録と映像化を目的とした進行中のプロジェクトである。同プロジェクトはその後、ヨーロッパへも拡大した。ただし、2023年以降、アメリカ合衆国の一部地域ではレズビアン・バーの数が増加傾向にあり、この減少傾向が反転しつつあるという兆しもみられる。

## ギャラリー

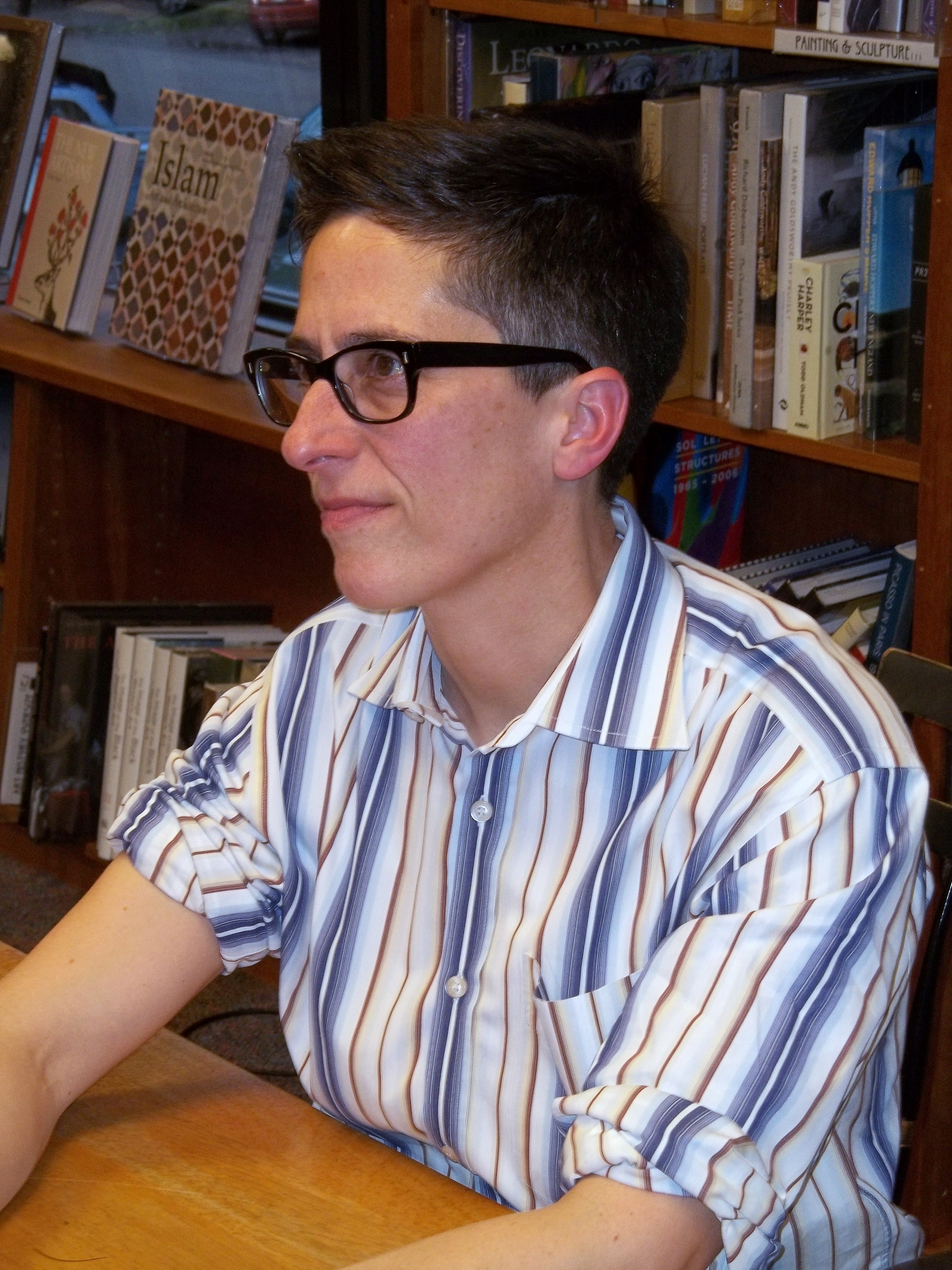
アリソン・ベクデル（英語版）、『Dykes to Watch Out For（英語版）』の作者
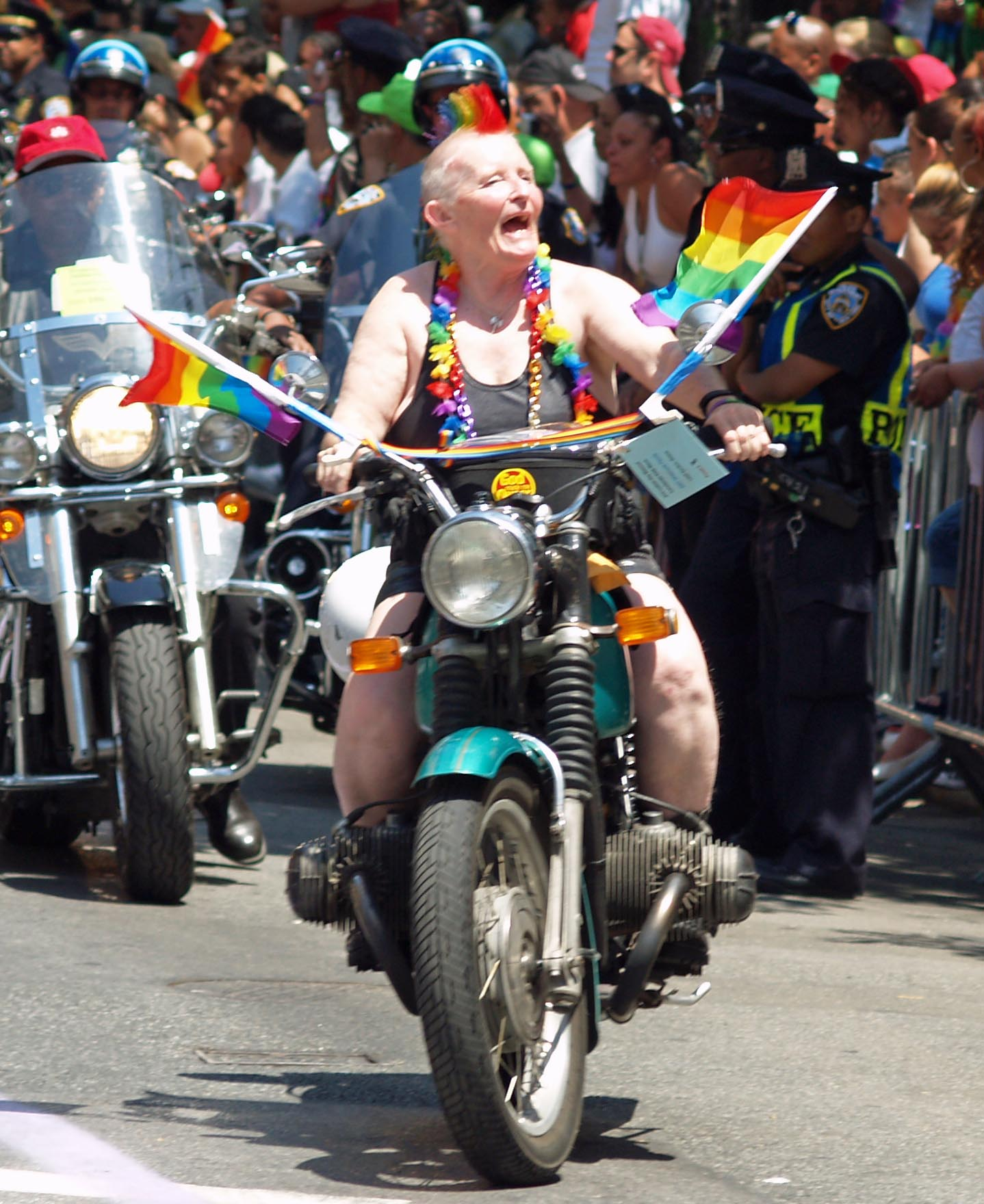
バイクに乗るダイク、NYCプライド・マーチ（英語版）(2007)
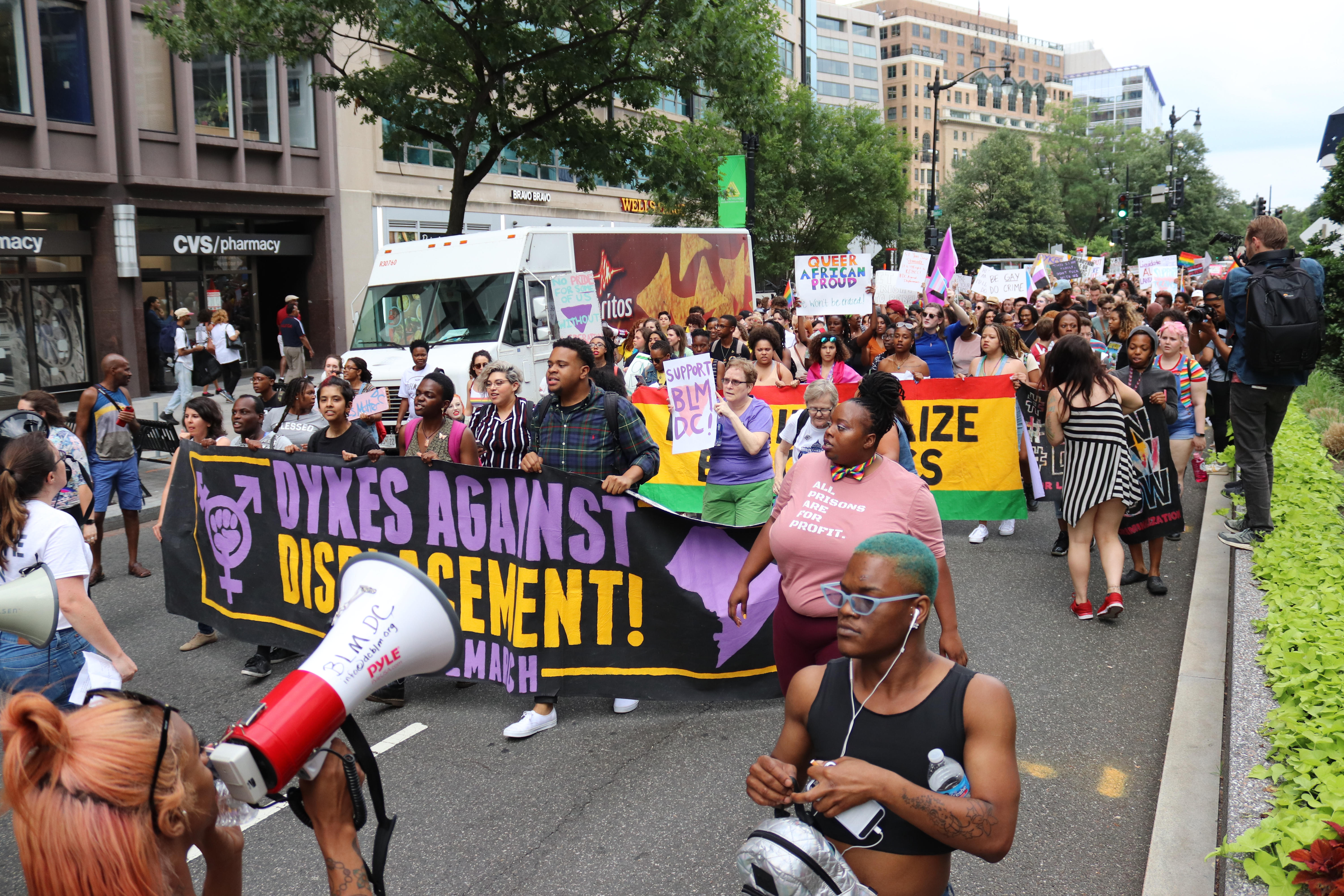
ダイク・マーチ、ワシントンD.C. (2019)